# Pac-Man Fever (videojuego)
Pac-Man Fever es un videojuego party desarrollado por Mass Media y publicado por Namco, lanzado para PlayStation 2 y GameCube el 3 de septiembre de 2002, y siendo lanzado exclusivamente en América. Los jugadores se mueven en un tablero de juego virtual, siendo el objetivo del juego llegar primero al final. Permite hasta cuatro jugadores, con seis personajes de otros juegos de Namco para elegir: Pac-Man (Pac-Man), Astaroth (Soulcalibur), Heihachi Mishima (Tekken), Ms. Pac-Man (Pac-Man), Tiger Jackson (Tekken) y Reiko Nagase (Ridge Racer).

## Jugabilidad
Hay tres tipos de etapas de tableros de juego para jugar: Tropical, Espacial y Medieval, cada uno con su propio conjunto de minijuegos. Después de seleccionar un tablero, los jugadores también pueden elegir jugar un juego corto, mediano o largo, cada uno con un número diferente de fichas que corresponden al nombre de la longitud.
El objetivo del juego es llegar primero a la meta. El juego se juega en rondas; cada ronda comienza con un minijuego de cuatro jugadores, cuyos resultados determinan cuántos espacios avanza cada jugador en el tablero. Cada ficha del tablero también tiene un efecto. Estos incluyen avanzar/retroceder una cierta cantidad de pasos, robar/perder/ganar fichas, jugar un minijuego de uno/dos jugadores/todos contra todos, la capacidad de gastar las fichas ganadas y un juego de rifa para ganar boletos de canje con boletos de rifa de cereza, naranja o plátano. Cuando está en un mosaico de "tienda", el jugador puede gastar fichas para avanzar pasos, mover otros hacia atrás, comprar boletos de rifa, multiplicar la cantidad de espacios movidos en el próximo turno o apostar para ganar más fichas.
Los tres espacios antes del espacio de la meta son espacios especiales de rifa (Cereza, Naranja y Plátano, respectivamente). Además de funcionar como un espacio de rifa para el primer jugador que lo alcanza (y como un espacio de fichas a partir de entonces), un jugador debe colocar un cierto rango o mejor en un minijuego (3.º, 2.º y 1.º, para el cereza, naranja, y fichas de plátano, respectivamente) para avanzar al siguiente espacio mientras se encuentra en estas fichas. Si un jugador alcanza el primer lugar en un minijuego mientras está en el espacio de la banana, avanza al espacio de la meta.
Una vez que un jugador llega al final, el juego termina y los jugadores recibirán boletos de canje según lo lejos que hayan llegado en el tablero. Estos se pueden usar para comprar cada minijuego por separado, que se puede jugar en torneos cortos fuera del juego principal. Alternativamente, una vez que se han comprado todos los minijuegos, el jugador puede dejar que los boletos se cuenten para ver su puntaje general más alto.

## Recepción
Pac-Man Fever recibió por parte del público críticas favorables a positivas, no obstante los críticos lo recibieron con críticas mixtas a muy desfavorables. El agregador de reseñas Metacritic le dio a la versión de GameCube un 54 sobre 100, lo que indica "reseñas mixtas o promedio", mientras que la versión de PS2 recibió un 47 sobre 100, lo que indica "críticas generalmente desfavorables".
Matt Casamassina de IGN le dio a la versión de GameCube un 4.9/10 y a la versión de PlayStation 2 un 4.5/10. Si bien elogió la música y el sonido, criticó la jugabilidad y los gráficos. Ryan Davis de GameSpot le dio a ambas versiones del juego un 5.2/10, disgustado por la falta de variedad en los minijuegos y la lentitud en los tableros. 1UP.com llamó a los minijuegos carentes de "interactividad creativa", y concluyó: "la única 'fiebre' que experimenté fue un espasmo provocado por mi aburrimiento". GamePro lo calificó como "una demostración pésima" y una "estafa desvergonzada de Mario Party" desprovista de "incluso una pizca de competencia multijugador divertida", y Electronic Gaming Monthly lo llamó "un festival-de-ronquidos".
Game Informer le dio a la versión de PlayStation 2 una 7.5/10 y a la versión de GameCube una 7.3/10, elogiando la animación y la presencia de una trama y señalando que el juego "se desvanecerá en la oscuridad".